# OptGraph
OptGraph（オプトグラフ）は、ラジオシティレンダリングエンジンのOptGraph Radiosity Libraryを開発していた会社である。OptGraph Radiosity Libraryは幾つかのソフトウェアに採用されていた。

## OptGraph技術の採用例
Shade ラジオシティ
Shade Professional R4以降に標準搭載されている機能。また、Shadeの下位版向けに、Radiosity Kitが販売されていた。
ArchiLumos (OptGraph)
ArchiCAD用のラジオシティ/レイトレースレンダラー。2002年よりArchiCADの開発元グラフィソフトが直販を行っていた。また、グラフィソフトは、ArchiCADの廉価版であるSTAR(T) EDITIONにArchiLumosを付属したものを、STAR(T) EDITION w/Renderer-Lとして販売していた。
OptGI Render for MAYA (次世代コンテント制作技術研究委員会)
Maya用のレンダラー。ベータ版が無料頒布されていた。情報通信研究機構より研究を委託されたNHKエンジニアリングサービスの依頼により開発された。